# Vif (VIH)
Vif es un gen del VIH. Su nombre deriva de las iniciales del término Viral infectivity factor (factor de infectividad viral). Se encuentra en el VIH y en otros retrovirus. Su función consiste en perturbar la actividad antiviral de la enzima humana APOBEC, que es una citidina deaminasa con capacidad de provocar mutaciones en los ácidos nucléicos virales. 
Vif es una proteína con una masa atómica de 23 kilodalton, juaga un rol fundamental en la replicación viral. Vif inhibe la proteína celular APOBEC3G, desde la entrada del virión y su permanencia en la célula huésped mediante la degradación proteasomal. Esta proteína secuestra la Cullin5 E3 ubiquitin ligasa que apuntala la degradación de APOBEC3G. En ausencia de vif, las moléculas de APOBEC3G causan hipermutaciones del genoma viral, por lo que constituye una defensa celular contra las infecciones virales. 
Se ha planteado que el ataque contra vif puede constituir un campo de investigación para encontrar nuevos tratamientos contra el VIH.